# Paszport konsularny
Paszport konsularny – dokument, wydawany w czasach PRL obywatelom polskim, którzy mieszkali stale poza granicami Polski – był to tzw. paszport konsularny książeczkowy, podobny do zwykłych polskich paszportów, ale w czerwonej (nie w granatowej, jaką miały w tamtych czasach paszporty turystyczne) okładce. 
Osobom, które podczas przebywania za granicą straciły paszport (np. w wyniku kradzieży lub zagubienia) wydawane były paszporty konsularne blankietowe, w postaci jednokartkowego dokumentu ze zdjęciem, umożliwiające jedynie powrót do kraju.
Paszporty konsularne wydawane były w polskich placówkach konsularnych za granicą.